# Trostschriften (Comenius)

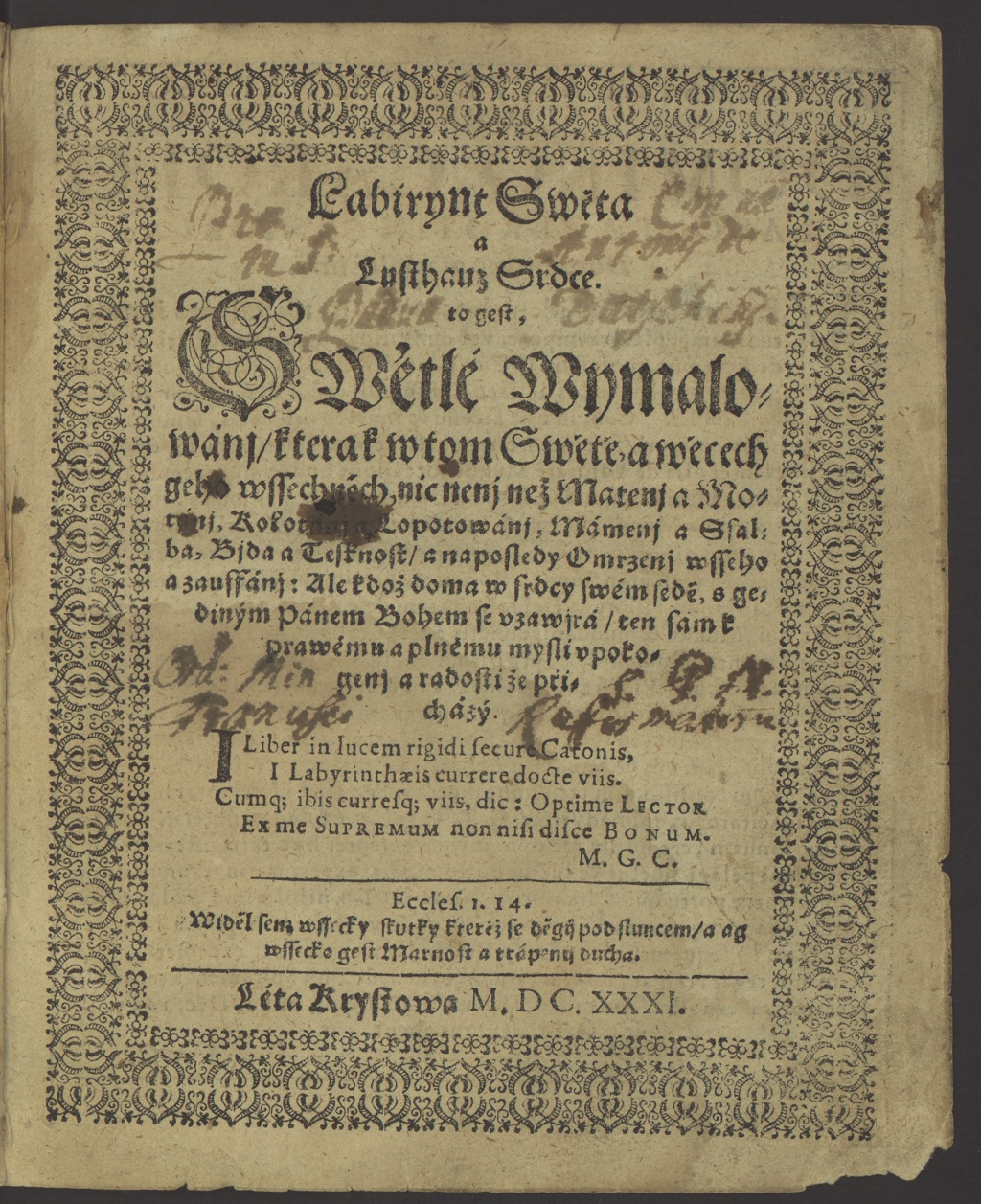
Titelseite der ersten Ausgabe von Labyrinth der Welt und Paradies des Herzens, aus dem Jahr 1631

Als Trostschriften (tschechisch: útěšné spisy) werden die Werke von Johann Amos Comenius bezeichnet, die er als Prediger und Bischof der Böhmischen Brüderunität geschrieben hat, um die unter religiöser Verfolgung leidenden Gemeindeglieder im Glauben zu stärken und ihnen Hoffnung zu geben. Die Tschechoslowakische Akademie zählt in ihrer Gesamtausgabe der Werke von Comenius die im Folgenden genannten 11 Werke dazu. Sie sind in tschechischer Sprache geschrieben.
Truchlivý (Der Trauernde); Listové do nebe (Briefe an den Himmel); Přemyšlování o dokonalosti křesťanské (Nachdenken über die christliche Vollkommenheit); Nedobytedlný hrad (Die uneinnehmbare Burg); Labyrint světa a ráj srdce (Labyrinth der Welt und Paradies des Herzens); Pres boží (Gottes Kelter); O sirobě (Über das Verwaistsein); Centrum securitatis (Zentrum der Sicherheit); Renuntiatio mundi (Absage an die Welt); Bazuine des genaden jaar (Posaune des gnadenreichen Jahres); Kšaft umírající matky, Jednoty bratrské (Vermächtnis der sterbenden Mutter, der Brüderunität).

## Bedeutung der Trostschriften
In dem sehr umfangreichen Werk von Comenius nehmen die Trostschriften eine besondere Stellung ein. Sie sind auf dem Hintergrund der Wirren des Dreißigjährigen Krieges geschrieben und sind gezeichnet durch die persönlich erlebte Not und durch die inneren Kämpfe des Autors, der um Antworten nach dem Sinn des Leidens ringt. Sie zeigen mehr als die anderen Werke Comenius als Christen, als einen Mann von tiefer Frömmigkeit, der vom unerschütterlichen Glauben an den endgültigen Sieg Gottes erfüllt ist.
Die Bibel ist für Comenius der Trost in schweren Zeiten, die Stütze des Glaubens und die höchste Quelle der Erkenntnis. Die Sprache seiner Trostschriften ist in weiten Teilen durch die Sprache der tschechischen Kralitzer Bibel inspiriert, die Comenius perfekt beherrscht. Die Trostschriften sind voll biblischer Zitate und Anspielungen an Ausdrucksweisen der Kralitzer Bibel. Einige Schriften (z. B. Paradies des Herzens und des Trauernden dritter Teil – Geschrei der Turteltaube) bestehen durchweg aus Zitaten oder Paraphrasen biblischer Texte.
Comenius sucht mit den Trostschriften eine Vergewisserung seines Glaubens und eine Ermutigung nicht nur für sich, sondern auch für seine Gemeinde, für die er als Prediger und später als Bischoff verantwortlich war. Im Rückblick schreibt er (1661): Als das Dunkel der Katastrophe wuchs (im Jahr 1623) … wurde ich von unbeschreiblichen Bedrängnissen und Versuchungen hin und her geworfen, und mitten in der Nacht (die ich, wie schon einige vorangegangene schlaflos zubrachte) wurde ich von einem ungewöhnlichen Fieber gepackt, rief zu Gott, sprang aus dem Bett, ergriff die Bibel und betete, damit – wenn menschlicher Trost nicht ausreicht – mich Gott in meinem Inneren nicht verließe. … Und ich griff zu Feder und begann meine vorangegangene Bedrängnisse (für mich selbst, wenn die Schrecken zurückkehren sollten, oder für andere Gläubige) aufzuzeichnen …

## Übersicht über die Entstehung der Trostschriften
Der junge Comenius wurde im Jahr 1618 als Geistlicher und Lehrer in die Brüdergemeinde nach Fulnek an der mährisch-schlesischen Grenze berufen (1618–1622). Als Seelsorger wurde er dort mit den tiefen sozialen Gegensätzen konfrontiert, die die damalige böhmische Gesellschaft prägten. Mit seiner ersten Trostschrift, Briefe an den Himmel (1618), reagierte er auf diese Spannungen und versuchte die richtige christliche Haltung dazu zu finden.
Als in der Schlacht am Weißen Berg (1620) die protestantischen böhmischen Stände der katholischen Liga unterlagen, setzte die Verfolgung aller evangelischen Konfessionen in den Ländern der Habsburgermonarchie ein. Die Verfolgung traf auch die Böhmische Brüderunität hart: ihre Gemeinden wurden auseinandergetrieben, ihre Schulen geschlossen, ihre Prediger und Verwalter ausgewiesen. Comenius musste Fulnek verlassen, weil gegen ihn als Prediger der Brüderunität ein Arrestmandat erlassen wurde. Er hielt sich zunächst an verschiedenen Orten in der Nähe von Fulnek verborgen, bis er im Frühjahr 1623 auf dem Gut des mährischen Adligen Karl der Ältere von Zierotin in Brandeis an der Adler vorübergehend eine Zuflucht fand.
In diese Zeit der Flucht fällt seine Trostschrift Nachdenken über die christliche Vollkommenheit (1621), gewidmet seiner Frau, die er in Fulnek zurücklassen musste. Doch die Stadt wurde geplündert und gebrandschatzt, seine Bücher von den Jesuiten öffentlich verbrannt, und seine Frau und seine beiden Söhne kamen 1622 durch die Pest ums Leben. Comenius verlor in diesem Jahr nicht nur seine Familie, sondern auch seinen gesamten Besitz, auch die wertvollen Manuskripte.
In den Jahren der Flucht und des Asyls in Brandeis entstanden die meisten Trostschriften: Die uneinnehmbare Burg (1622), Labyrinth der Welt und Paradies des Herzens (1623), Gottes Kelter (1624), die ersten beiden Teile vom Trauernden (1623 und 1624), Über das Verwaistsein (1624) und Centrum securitatis (Zentrum der Sicherheit, 1625). Sie wurden unter den Gemeindegliedern in der Verfolgung verbreitet und gaben ihnen Kraft und Hoffnung. In Brandeis heiratete Comenius seine zweite Frau, Dorota Cyrillová.
Im Januar 1628 verließ Comenius endgültig die Heimat und fand zusammen mit anderen Gliedern der Brüderunität Asyl im polnischen Lissa (1628–1641). Die Exilanten sahen es zunächst als einen vorübergehenden Aufenthalt an. Ihre Hoffnungen richteten sich auf die protestantischen sächsischen Truppen, die zeitweise mehr als die Hälfte von Böhmen besetzt hielten und im Herbst 1631 mit Unterstützung von Gustav Adolf bis nach Prag drangen. Die Erfolge der sächsisch-schwedischen Koalition veranlassten Comenius zu der kleinen freudigen Schrift Posaune des gnadenreichen Jahres (1632). Aber schon ein Jahr später verdrängten Wallensteins Truppen die Sachsen aus Prag. Die Hoffnungen zerschlugen sich und Comenius verfasste den sehr emotionalen Traktat Renuntiatio mundi (Absage an die Welt, 1633).
In den darauffolgenden Jahren unternahm Comenius Reisen nach England und Schweden. Als er im Jahr 1648 nach Lissa (1648–1650) zurückkehrte, musste er mit zwei weiteren schweren Schicksalsschlägen fertig werden. Seine zweite Frau starb an einer schweren Krankheit und kurz danach wurde der Westfälische Friede unterschrieben. Dieser beendete zwar den Dreißigjährigen Krieg, sicherte aber den böhmischen Protestanten nicht die ersehnte Religionsfreiheit. Die böhmischen Länder wurden den katholischen Habsburgern zugesprochen und der Gegenreformation ausgesetzt. Damit zerschlugen sich auch die letzten Hoffnungen auf eine Rückkehr in die Heimat. Die Brüderunität musste nun endgültig in die Diaspora gehen und vor ihrem Ende verfasste Comenius in Lissa ihr „Testament“, das Vermächtnis der sterbenden Mutter, der Brüderunität (1650). Die bedrängte Lage der Unität veranlasste ihn dann zur Abfassung des dritten Teiles des Trauernden: Geschrei der Turteltaube (1651). Es ist eine Klage über nicht erfüllte Hoffnungen und nicht erhörte Gebete.
Es folgte ein vierjähriger Aufenthalt in Siebenbürgen (1650–1654). Im Jahr 1654 kehrte dann Comenius als Zweiundsechzigjähriger nach Lissa zurück und kurz danach folgte für ihn der nächste Schicksalsschlag. Die Stadt wurde 1656 in den Wirren des schwedisch-polnischen Krieges niedergebrannt und Comenius verlor zum zweiten Mal in seinem Leben seinen ganzen Besitz, seine Bibliothek und alle wertvollen Manuskripte. Als völlig Mittelloser fand er Zuflucht bei Familie Geer in Amsterdam, wo er am Ende seines Lebens einige ruhige Jahre verbringen konnte. Hier schrieb er Die Stimme der Trauer (1660), als vierter Teil des Trauernden, in der er von seiner Gemeinde Abschied nimmt.
Zwei Jahre vor seinem Tod verfasste Comenius in Amsterdam die Schrift Unum Necessarium (Das einzig Notwendige, 1668). Im Sammelband der Ausgewählten Werke wird sie auch zu den Trostschriften gerechnet. Das letzte zehnte Kapitel wird als sein Vermächtnis gesehen.

## Beschreibungen der einzelnen Trostschriften

### Truchlivý (Der Trauernde)
ist ein Werk, zu dem Comenius während seines Lebens mehrmals zurückkehrte. Es ist geprägt von der Spannung zwischen der Verzweiflung und dem Versuch, bei Gott Trost und Kraft zu finden. Es besteht aus vier Teilen. Die beiden ersten entstanden in den Jahren 1623 und 1624 unter dem Eindruck der katastrophalen protestantischen Niederlage in der Schlacht am Weißen Berg und deren Folgen für die Evangelischen in Böhmen.
Der dritte Teil, Geschrei der Turteltaube (Řvaní hrdličky, 1651), drückt die tiefe Enttäuschung über die Bedingungen des Westfälischen Friedens aus. Der letzte vierte Teil, Stimme der Trauer (Smutný hlas, 1660), hat den Charakter eines Hirtenbriefs, ähnlich seiner früheren Schrift Vermächtnis der sterbenden Mutter, der Brüderunität. Trotz der bedrückenden äußeren Umstände glaubt Comenius an den endgültigen Sieg Gottes und mahnt die verbliebenen und verstreuten Glieder seiner Gemeinde, bis zum Schluss am Glauben festzuhalten.
Die beiden ersten Teile wurden unter dem Titel Trauern über Trauern und Trost über Trost (1626) noch zu Lebzeiten des Autors ins Deutsche übersetzt. Eine deutsche Übersetzung von Teil III wurde im Jahr 1915, und vom Teil IV im Jahr 1908 veröffentlicht.

### Listové do nebe (Briefe an den Himmel)
ist eine sozialtheologische Schrift, in der Comenius auf die tiefen sozialen Gegensätze der damaligen Gesellschaft reagiert, mit denen er als junger Seelsorger konfrontiert wurde. Geschrieben hat er sie im Jahr 1618, kurz nachdem er seine Stelle als Prediger und Lehrer der Brüdergemeinde in Fulnek angetreten hat. Eine deutsche Übersetzung mit dem Titel Briefe nach dem Himmel erschien im Jahr 1911.
Comenius geht es nicht um eine Änderung der gesellschaftlichen Verhältnisse, die damaligen Standesunterschiede sind für ihn gottgegeben und sollen von den Armen akzeptiert werden. Die Kritik richtet sich an die Reichen vielmehr wegen ihrer Unbarmherzigkeit und Überheblichkeit, sie werden an ihre Verantwortung vor Gott erinnert und von Christus ermahnt: deswegen geruhe ich euch streng zu befehlen: Bedrückt meine Armen nicht. Die endgültige Beilegung der sozialen Konflikte wird vertagt auf den Tag der Wiederkunft Christi: bis zum künftigen endgültigen allgemeinen, gerechtesten Gericht und klarer Entscheidung unter den Parteien.

### Přemyšlování o dokonalosti křesťanské (Nachdenken über die christliche Vollkommenheit)
ist eine an seine Frau und seine in Fulnek gebliebene Gemeinde gerichtete Trostschrift. Comenius verfasste sie im Jahr 1622, nachdem er Fulnek verlassen und sich verbergen musste. Das Vorwort Meine liebe Frau Magdalena, mein mir nach Gott dem Herrn teuerstes Kleinod! ist sehr persönlich an seine Frau gerichtet.
Comenius begründet die Notwendigkeit von christlicher Demut gerade in schweren Zeiten. Er führt aus, dass es vergeblich ist, in dieser Welt wählen zu wollen, wie man von Gott geleitet werden möchte, und dass es besser ist, freiwillig, wenn auch unter Tränen, Gott nachzufolgen und alles, Glück und Unglück, Freude und Trübsal, Lachen und Weinen aus seiner Hand dankbar zu empfangen. Der Weg zu Vollkommenheit führt über das demütige sich beugen unter dem Willen Gottes.

### Nedobytedlný hrad jméno Hospodinovo (Die uneinnehmbare Burg, der Name des Herrn)
Der vollständige Titel lautet: Die uneinnehmbare Burg, der Name des Herrn; zu der, wer auch immer und in welcher Drangsal und Gefahr auch immer sich flüchtet, beschützt und bewahrt wird. Der Titel erinnert an Luthers Lied Ein feste Burg ist unser Gott. Er nimmt zum Motto den Vers aus dem Alttestamentlichen Buch der Sprüche: Der Name des Herrn ist eine feste Burg; der Gerechte läuft dorthin und wird beschirmt. (Sprüche 18,10 )
Comenius schrieb das Werk im Jahr 1622 während der gefahrvollen Zeit seiner Flucht. Nach der Ausweisung aller evangelischen Geistlichen musste auch er Fulnek verlassen und hielt sich an wechselnden Orten verborgen. Im Vorwort hat er es der edlen und frommen Matrone D. C., meiner lieben Mutter in Christo gewidmet. Gemeint ist Dorota, Frau des ebenfalls ausgewiesenen Brüderseniors Jan Cyrill. Sie hatte Comenius gebeten, ihr einiges zur Tröstung und zur Erinnerung aufzuschreiben. Die Cyrills wurden zwei Jahre später Schwiegereltern von Comenius.
Die kurze Schrift beginnt mit der Schilderung der Nöte und Leiden, die den Menschen im Leben begegnen. Sie warnt davor sich auf Reichtum, befestigte Städte oder Freunde zu verlassen, das sind nur trügerische Sicherheiten. Die größte Sicherheit findet der Mensch in der innigen Verbindung mit Gott. Sich ihm hinzugeben ist wie das Wohnen in einer uneinnehmbaren Burg, denn keine Not ist stärker als Gott und kann dem Christen den inneren Frieden nehmen. Es ist dieselbe Sicherheit, die der Pilger in dem nur ein Jahr später geschriebenen Labyrinth der Welt und Paradies des Herzens am Ende seines Suchens findet.

### Labyrint světa a ráj srdce (Labyrinth der Welt und Paradies des Herzens)
wird als das schönste literarische Werk von Comenius bezeichnet, zusammen mit Vermächtnis der sterbenden Mutter, der Brüderunität ist es sein bekanntestes und am häufigsten herausgegebenes tschechisches Buch. Geschrieben wurde es im Jahr 1623, eine deutsche Übersetzung erschien 1738 in Leipzig. Das Buch wurde von Klaus Schaller 2004 im heutigen Deutsch neu herausgegeben.
Das Buch zeichnet ein allegorisches Bild der Welt, wie sie mit Eifer überall nur nichtige Dinge treibt und wie sich endlich alles kläglich in Tränen wandelt oder zum Gespötte wird.
Ein Pilger (Autor selbst), betritt die Welt auf der Suche nach dem besten Beruf, ist aber verwirrt von der Fülle dessen, was ihm da begegnet. Seine zwei Begleiter – der Alleswisser und die Verblendung – versuchen ihn von der Schönheit und Ordnung der Welt zu überzeugen. Er verzweifelt aber am Ende seines Suchens, denn er hat in der Welt nichts als Betrug, Elend und Sinnlosigkeit gefunden. Im zweiten Teil, dem Paradies des Herzens, begegnet ihm Christus. In der innigen Verbindung mit ihm findet der Pilger endlich die ersehnte Ruhe und Sicherheit.

### Pres boží (Gottes Kelter)
Den ungewöhnlichen Titel dieser kurzen Schrift hat Comenius in Anlehnung an ein Zitat aus den Klageliedern Jeremias gewählt: Der Herr hat zertreten alle meine Starken, die ich hatte; … Der Herr hat die Kelter getreten der Jungfrau, der Tochter Juda (Klagelieder 1,15 ). Die getretene Kelter (die Presse) ist ein Sinnbild für das Leiden, das Gott dem Menschen schickt. Die Kelter hat Comenius im Jahr 1624 geschrieben. Gedruckt wurde die Schrift im selben Jahr zusammen mit Truchlivý und Nedobytedlný hrad wahrscheinlich in der geheimen Druckerei der Brüderunität in Prag.
Comenius möchte seinen Lesern zweierlei aufzeigen. Sie sollen verstehen, woher das Leiden kommt: Wir sollen also verstehen, dass unser gegenwärtiges Leiden, die Kriege, Plünderungen, Unterdrückungen, Vertreibungen, Teuerungen, Hungersnöte, Gefängnisse und die vielfachen Grausamkeiten, die über unsere Leiber und Seelen hereinbrechen, nichts anderes sind, als Gottes (ich sage Gottes und nicht irgendjemandes anderen) Presse. Und sie sollen den Sinn des Leidens verstehen: Der Handwerker, der eine Presse benutzt, tut es, um dem Gegenstand zu dienen, um es zu seiner Bestimmung zu formen und nützlich zu machen. Wenn uns also Gott das Kreuz zu tragen auflegt, sucht er damit einen Nutzen für sich und für uns. Die Menschen sollen nicht versuchen, dem Leiden auszuweichen. Es ist ein Beweis der treuen Fürsorge Gottes um den Menschen, den er nach seinem Willen formen will.

### O sirobě (Über das VerwaistseinoderÜber die Verlassenheit)
Der vollständige lange Titel lautet: Über das Verwaistsein, das ist über den Verlust von Freunden, Beschützern und Wohltätern; woher und warum dieser beklagenswerte Zustand kommt, was dann zu tun sei, wie sich zu trösten und wie sich zu den Trauernden und Verwaisten zu verhalten.
Comenius schrieb es in den Jahren 1622–1624. Gedruckt wurde es zuerst 1634 in Leszno – in dem Jahr, als diese Stadt, die vielen Gliedern der Brüderunität Zuflucht bot, durch eine Pestepidemie getroffen wurde.
Den Anlass zum Schreiben gaben Comenius die persönlich erlebten Verluste und auch die tragischen gesellschaftlichen Umstände. Im Rückblick erinnert er sich: Als mir durch den Tod die Lebensgefährtin entrissen wurde (1622) und bald darauf der erstgeborene Sohn der Pest erlag, hatte ich reichlich Gelegenheit „Über die Verlassenheit“ nachzudenken zum Trost für mich und die damals zahlreichen Witwen, Waisen und ihrer Kirche beraubten Hirten.
In 18 Kapiteln dieses streng logisch gegliederten Werkes definiert Comenius den Waisenstand, zeigt seine Ursachen auf, beschreibt seine unterschiedlichen Formen und gibt Anweisungen zum Umgang mit den Betroffenen. Seine Darlegungen schöpfen aus dem christlichen Glauben und werden mit vielen biblischen Zitaten belegt. Zuerst spricht er diejenigen an, die nächste Familienangehörige oder Freunde verloren haben, weitere Kapitel behandeln Untertanen ohne Obrigkeit und Obrigkeit ohne Untertanen. Comenius trug zweifellos schwer daran, dass er sein Hirtenamt als Prediger der Brüdergemeinde nicht ausüben konnte, zwei Kapitel widmet er der verwaisten Gemeinde (ohne ihren Hirten) und dem verwaisten Hirten (ohne seine Gemeinde). Am schlimmsten wiegt aber nach Comenius das Verwaistsein von Gott, das heißt der Verlust des Glaubens und damit der Hoffnung auf das ewige Leben. Davor möge Gott die Menschen bewahren.

### Centrum securitatis to jest Hlubina bezpečnosti (Zentrum der Sicherheit)
ist die letzte noch in der Heimat verfasste Trostschrift, geschrieben im Jahr 1625. Sie steht, wie die anderen Trostschriften dieser Zeit, unter dem Eindruck der notvollen Lage der böhmischen Protestanten durch die beginnende Gegenreformation der Habsburger. In diesem philosophisch-theologischen Traktat werden die im Paradies des Herzens in einer poetisch-romanhaften Form vorgetragenen Gedanken systematisch dargelegt. Der gedruckten Ausgabe hat Comenius noch den kurzen Traktat Renuntiatio mundi (Absage an die Welt) angehängt. Eine deutsche Übersetzung wurde im Jahr 1737 veröffentlicht und 1964 von Klaus Schaller neu herausgegeben.
Comenius zeigt, wie alles in der Welt in Gott gegründet ist, aus dessen Macht, Weisheit und Güte das Weltall erwächst. Gott ist das Zentrum der Welt, die durch Abkehr von ihm das Gleichgewicht verloren hat. Nur die Rückkehr zu Gott kann den Menschen aus seiner Verzweiflung retten und seiner Seele wirkliche Sicherheit und Frieden geben.

### Renuntiatio mundi to jest Výhost světu (Absage an die Welt)
Der vollständige Titel lautet: Renuntiatio mundi, das ist Absagung der Welt, womit ein geplagter, durch die Spießruten der Welt hindurch getriebener, und in vieler Unruhe verwirrt gewesener, aber doch wieder in das Centrum göttlicher Barmherzigkeit gebrachter, und sich Gott in allen seinen Willen ergebener, allerunwürdigster Knecht des Herrn Jesu, sich von allen gottlosen, und in fleischlichen Lüsten ganz versunkenen Welt-Kindern absondert. Comenius hat es in den Jahren 1632–1633 als einen selbstständigen Traktat geschrieben und es später als Anhang dem Centrum securitatis beigefügt. Beides zusammen wurde im Jahr 1737 in Deutsch übersetzt.
Dieser kurze und mit großer Leidenschaft geschriebene religiöse Traktat ist ein Ausdruck der Depression und der enttäuschten Hoffnungen nach dem Misserfolg der schwedisch-sächsischen Koalition im Dreißigjährigen Krieg. Er ist eine der pessimistischsten Äußerungen über das Diesseits. Dieses wird als die Herberge des Satans bezeichnet, der der Christenmensch entschlossen den Rücken zukehren muss, um in die himmlische Stadt zu eilen:
Komme demnach her ans Licht, du hässlich Ungeheuer, du schändliche Welt, dass wir dich besehen, wie schön du bist! Höre Welt, du bist ein großes Schandloch des Satans, des stolzen Lucifers stolze Burg, … eine Angel der Seelen, eine Falle zur Verzweiflung und eine Beförderung zur Verdammnis, ein alles hinreißender Strom, ein alles in sich raffender Wirbel, ein Sumpf aller Unreinheit, ein Meer der Unruhe und ein Abgrund des Verderbens. … Und daher ist umsonst und gefährlich in diesem Gasthause des Teufels Ruhe zu suchen oder gar sich darinnen aufhalten wollen; sondern vielmehr ist nötig zu wachen, sich sorgfältig umzusehen, und sobald uns der Glanz göttlicher Gnade anbricht heraus zu springen und frisch auf den sicheren Wegen unter dem Schutz und Geleite der heiligen Engel zum Himmel zu eilen.

### Bazuine des genaden jaar voor de Bohemische natie (Posaune des gnadenreichen Jahres für das böhmische Volk)
Diese kleine freudige Schrift hat Comenius unter dem Eindruck der Erfolge der schwedisch-sächsischen Koalition im Kampf gegen den habsburgischen Kaiser verfasst. Das sächsische Heer besetzte im November 1631 Prag und einen beträchtlichen Teil Böhmens. Das weckte bei den Exilanten neue Hoffnungen auf eine Rückkehr in die Heimat. Comenius verfasste es in den Jahren 1631–1632, eine holländische Übersetzung wurde 1632 in Kempen gedruckt. Das tschechische Original ist verschollen. Aus dem Holländischen wurde es im Jahr 1945 unter dem Titel Polnice milostivého léta pro český národ ins Tschechische übersetzt.
Die Schrift hat den Charakter eines politischen Traktates. Der Autor verkündet in biblischer Sprache dem böhmischen Volk – wie im Alten Testament dem Volk Israel in der Gefangenschaft – die Rettung aus den Krallen Babylons (Habsburger). Die Befreiung kommt durch den König aus dem Norden (König Gustav Adolf). Der Traktat ist geschrieben als ein Dialog zwischen der Posaune Gottes, die die Niederlage der Feinde verkündet, und der Stimme der zerstreuten und den von Zweifeln geplagten böhmischen Exilanten. Gott verspricht die Rettung, mahnt aber auch zur Buße.

### Kšaft umírající matky, Jednoty bratrské (Vermächtnis der sterbenden Mutter, der Brüderunität)
ist neben dem Labyrinth der Welt und Paradies des Herzens das bekannteste und am häufigsten gedruckte tschechische Werk von Comenius. Comenius schrieb es im Jahr 1650 aus tiefer Enttäuschung über die Bedingungen des Westfälischen Friedens. Das Buch wurde von Klaus Schaller 2004 im heutigen Deutsch neu herausgegeben.
In den Friedensverträgen von Münster und Osnabrück hatte man die böhmische protestantische Kirche vergessen. Comenius sah das Ende der Brüderunität kommen und verfasste ein allegorisches „Testament“, das Vermächtnis der sterbenden Mutter. Die sterbende Mutter ist die Brüderunität, sie vermacht ihr geistliches Reichtum dem böhmischen und mährischen Volk und den befreundeten ausländischen Kirchen: Allen christlichen Gemeinden zusammen hinterlasse ich die Sehnsucht nach Vereinigung im Glauben und in der Liebe zur Einheit des Geistes.